# Auguste Marceau
Auguste François Marceau (Châteaudun, 1º marzo 1806 – Tours, 1º febbraio 1851) è stato un marinaio francese conosciuto per la sua fede cattolica e le sue attività missionarie.

## Biografia
Fu ammesso all´École polytechnique nel 1824.
Frequentò Barthélemy-Prosper Enfantin e il sansimonismo, ma nel 1841 si convertì al cattolicesimo.
Diventato comandante dello yacht reale il Comte d'Eu, diede le dimissioni quando apprese la volontà dell'armatore Michel Victor Marziou di sviluppare le missioni cattoliche in Oceania. Creò la Société française de l'Océanie con Marziou e il vescovo Guillaume Douarre.
Marceau visitò Roma nel 1845 per promovuerne l'idea. Con un milione di franchi e quotata in borsa a Parigi, la Società contava fra gli azionari il papa, 15 cardinali, arcivescovi e Carlo Alberto di Savoia. La nave Arche d'Alliance fu varata il 30 agosto 1845 a Nantes e Marceau la comandò nel suo primo viaggio il 15 novembre 1845. Il 7 aprile arrivò a Valparaíso. Poi si diresse verso le Isole Marchesi e Tahiti, Wallis con il vescovo Pierre Bataillon e poi verso la Nuova Caledonia.
Ripartì per la Francia il 28 gennaio 1849 e arrivò a Brest nel luglio 1849. 
Il papa lo insignì dell'Ordine di San Gregorio Magno.
Marceau si ritirò a Lione dai maristi ed entrò a far parte del Terzo ordine della Società.